# Petit Abel
Abel Marcelino (Tucano, Bahia), mais conhecido pelo nome artístico Petit Abel, é um ilustrador brasileiro formado em Artes e em Design Gráfico pela Universidade Federal da Bahia - UFBA. Esse artista pauta sobre questões relacionadas à representação política das minorias, à preservação do meio ambiente e às causas LGBTQIA+ em suas redes sociais. Desde 2019, ele vem conquistando espaço, principalmente no Instagram e no Twitter, com suas artes relacionadas ao cotidiano brasileiro e ao entretenimento, como, por exemplo, os principais acontecimentos do Big Brother Brasil - BBB (edições 20 e 21), os Jogos Olímpicos de Tóquio 2020, as fanart de personagens famosos, bem como as questões sociais das quais costuma tratar. As ilustrações das estrelas do BBB e dos jogos olímpicos rapidamente viralizaram na internet, com alcance de milhões de visualizações. Além desses trabalhos, Petit Abel também elaborou ilustrações para a equipe do Paris Saint-Germain, para a cantora e apresentadora Ivete Sangalo, para a empresa de cosméticos O Boticário, para a médica e apresentadora Thelma Assis, para no streaming Globoplay e como artista-participante do documentário sobre a série As Five, dentre outros. Sua alcunha nas redes sociais como "Petit Abel", traduzido da língua francesa como "Pequeno Abel", se deu por conta do apelido que recebera dos professores franceses quando da sua vivência em Paris, em 2014 e 2015.

## Biografia

Nascido no distrito de Caldas do Jorro, município de Tucano (Bahia), no sertão nordestino, em 1988, Abel Marcelino repetiu com seus pais a migração nordestina de tantos que foram tentar melhores oportunidades na Região Sudeste do Brasil e na Região Sul do Brasil. Morou durante a infância em Ilhabela, São Paulo (estado), e depois em Curitiba, no estado do Paraná, antes de voltar à Bahia, onde passou a morar em Feira de Santana, na sua adolescência e no início da fase adulta. A fim de estudar bacharelado em Artes, na UFBA, foi morar em Salvador e diplomou-se em 2016, onde também se formou em Design Gráfico (em 2018). Durante a sua primeira graduação, o artista fez um intercâmbio internacional em Paris, na França, momento em que teve contato com o Design francês e o insite para a criação do "Petit Abel" nas redes sociais, a partir de 2014. Abel Marcelino já tinha uma vida ativa na internet, desde 2010, quando teve um blog onde divulgava seus desenhos e já comentava sobre o Big Brother Brasil, sendo então à época chamado para ilustrar o livro da ex-BBB Angélica Morango, "Quebrando o aquário", com divulgação nacional. Em 2021, o Petit Abel foi convidado para desenhar o Criacionismo Cristão, ilustrando um capítulo do livro de Carlos Ruas, "De Onde Viemos?", que mostra a diversidade religiosa e de mitos que compreende as teorias de criação do mundo e do universo.

Crítica ambiental feita por Petit Abel quando a fumaça das queimadas na Amazônia chegaram à São Paulo, em 2019. O desenho rodou o mundo.

## Características do trabalho
Os personagens retratados por Petit Abel têm como premissa a naturalização da diversidade cultural das pessoas e dos mais diversos públicos aos quais pertencem. Como características predominantes em seu desenho, encontra-se o cartoon, com personagens rechonchudos e carismáticos, mas que nem sempre tratam do infanto-juvenil. Algumas ilustrações desconstroem o pensamento hegemônico e tocam em questões sociais profundas, como o racismo, a desigualdade social, o preconceito, o sexismo e o existencialismo. As principais técnicas utilizadas são a ilustração digital, a aquarela, o traço a grafite, o óleo sobre tela e o bordado livre. A sua lista de cores é composta por tons vibrantes, que representam a fauna e a flora brasileiras, mas também por algumas obras monocromáticas, inspiradas por assuntos mais sóbrios.